# Tritium Magallum
Tritium Magallum o Tritium Megalon cuya traducción literal del latín es Tricio la Grande, fue un municipio romano de la Hispania Citerior Tarraconensis adscrito al conventus Caesaraugustanus que se encontraba en la actual ubicación de la localidad de Tricio en La Rioja (España), sobre un enclave berón anterior denominado según las fuentes clásicas Tricio Metalo.  Según algunas hipótesis, las antiguas monedas con la inscripción Teitiakos pudieron tener su ceca en esta ciudad.

## Época prerromana:Tritium Métallum
Existen controversias entre los estudiosos sobre la ubicación de la urbe o conjunto poblacional primigenio ya que los restos prerromanos encontrados bajo el cerro de Tricio son escasos y pudieron deberse a una romanización tardía, tal como demuestran las excavaciones realizadas tanto en suelo urbano como en la finca denominada de Arcos.  Los yacimientos próximos de Cerro Molino en Hormilla, El Villar en Bobadilla, y varios en Nájera pudieron completar el enclave, ya que en aquella época de cultura celta, las urbes estaban dispersas pero formaban un único núcleo poblacional.

## Época Imperial
El privilegio de municipium romanorum fue recibido en las últimas décadas del siglo I de alguno de los monarcas Flavios, hecho que potenció su actividad económica.  Es hipótesis compartida por los estudiosos que este status provocaría de algún modo la introducción de nuevas técnicas en la elaboración de alfarería en terra sigillata, cuya materia prima es abundante en los alrededores.
Para el auge de la ciudad fue imprescindible su buena comunicación, por un lado por la calzada conocida como Vía Galiana que unía a este municipio a través del Puente Mantible con Pompaelo, Roncesvalles y las Galias y también por el puerto fluvial del navegable río Ebro de la época, situado en la ciudad de Vareia que conectaba directamente con el mar mediterráneo a través de la Vía Cesaraugusta-Virovesca.  Esto permitió tanto la llegada de conocimientos, que influirían tanto en la producción como en la exportación de una terra sigillata hispánica de alta calidad y prestigio.
Tritium contaba con un destacamento de la Legio VII Gemina Felix permanentemente asentado en su solar, constituyendo un factor añadido que contribuía a la plena apertura de la zona a las corrientes de universalidad del momento.
La ciudad alcanzó gran poder económico y un gran desarrollo romanizador, contando con diversas infraestructuras como un monumental templo de grandes proporciones, erigido hacia el siglo II, cuyas enormes columnas fueron reutilizadas para sustentar la actual Basílica de Santa María de Arcos.  También contaba con una Schola pública de Grammatica dotada por el municipio con 1.100 denarios para su maestro.

## Alfares y cerámicas

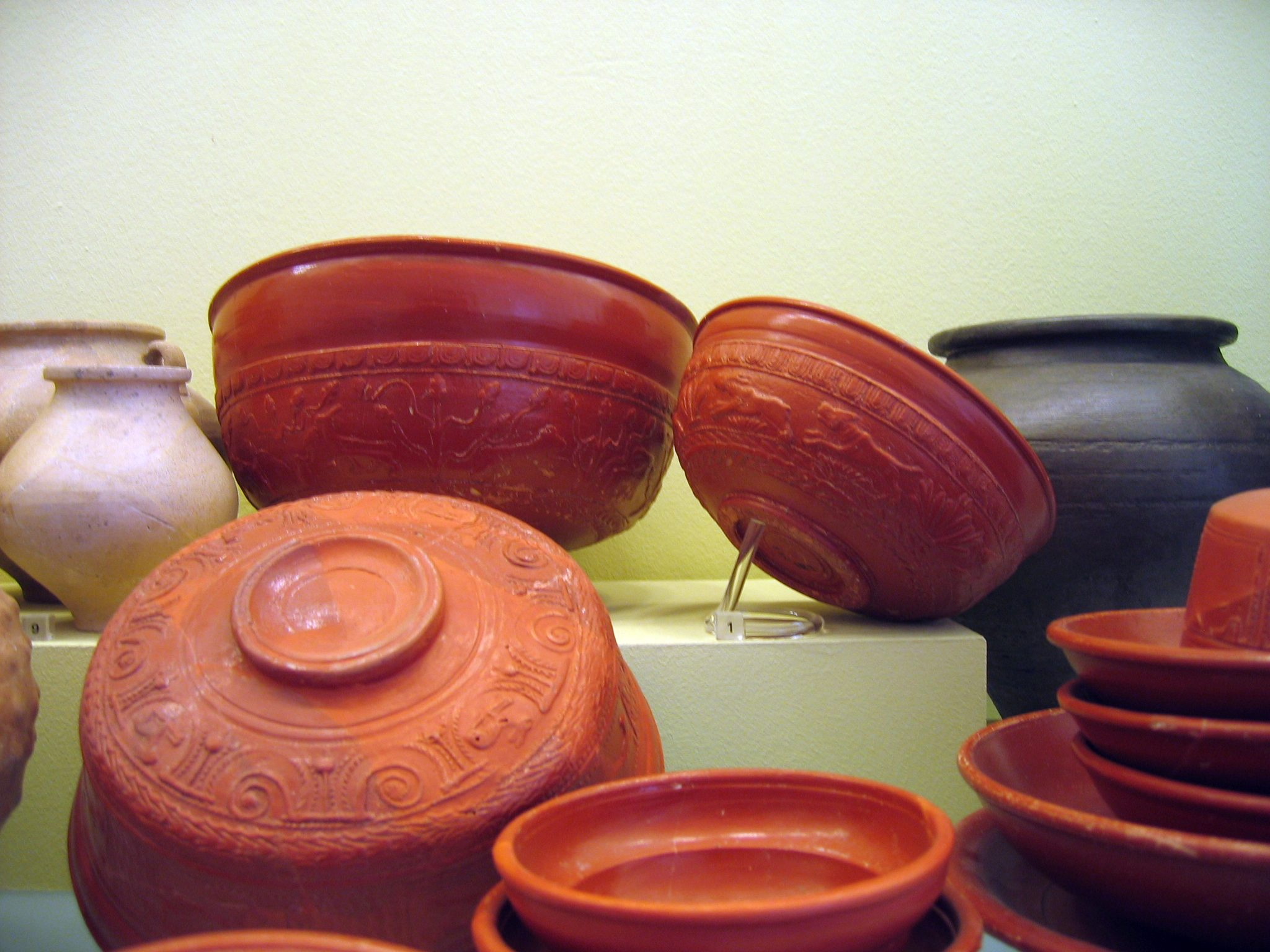
Conjunto de vasos de terra sigillata hispánica producidos en los alfares de Tritium Magallum durante el.

Son docenas las officinae alfareras halladas en las catas arqueológicas, repartidas por el territorium tritiensis, y se considera que casi todos los habitantes de esta ciudad estaban involucrados en esta manufactura.
Desde la primera mitad del siglo I y el siglo II d. C. Tritium Magallum se convierte en un poderoso productor y comercializador de cerámicas, principalmente en terra sigillata, equiparándose a otros prestigiosos alfares gálicos como los procedentes de La Graufesenque o Lezoux.  Estas piezas de cerámica son distribuidas a gran escala y algunas firmas de prestigiosos alfareros de esta ciudad como las de Valerius Paternus, Sempronius, Lapillius o Matemus Blandus aparecen en cerámicas encontradas en toda Hispania y también en Mauretania, posicionándose en los mercados de Britania, Germania y Ostia, alcanzando Asia.
La producción decae en el siglo III recuperándose en el siglo IV hasta la llegada de los pueblos germánicos tras la caída del Imperio romano.
Algunas personas de la saga familiar alfarera de los Mamilios, llegaron a colocarse en puestos muy relevantes en la provincia Tarraconensis.

### Motivos representados en las cerámicas
Las vasijas producidas en los alfares tritienses podían ser lisas, pero, con frecuencia, estaban decoradas con relieves. En un principio se utilizaron, fundamentalmente, temas de tipo vegetal, imitando a las cerámicas de la Galia. Más tarde se empleó un estilo en el que abundaban las metopas, es decir, adornos situados dentro de figuras rectangulares enmarcadas por orlas. En la última época, los adornos consistían, sobre todo, en el empleo de cenefas, rosetas o círculos.